# سيرجي شيبشوكوف
سيرجي شيبشوكوف (بالروسية: Чепчугов, Сергей Андреевич)‏ (15 يوليو 1985 روسيا - ) هو لاعب كرة قدم روسي، يلعب كحارس مرمى.

## وصلات خارجية
سيرجي شيبشوكوف على موقع قاعدة بيانات كرة القدم.إي يو (الإنجليزية)
- سيرجي شيبشوكوف على موقع عالم كرة القدم.نت (الإنجليزية)
- سيرجي شيبشوكوف على موقع AS.com (الإسبانية)